# Вересневий пленум ЦК КПРС (1953)
Вересневий пленум ЦК КПРС 1953 року — Пленум ЦК КПРС, що відбувся 3—7 вересня 1953 року у Москві. Увійшов в історію як політична подія, що мала важливе значення для розвитку аграрного виробництва в СРСР. Розглянув питання «Про заходи подальшого розвитку сільського господарства СРСР», вперше за довгі роки піддав критиці аграрну політику Йосипа Сталіна і зробив спробу її реформувати. Нове партійно-державне керівництво після смерті Сталіна прагнуло здійснити соціальну переорієнтацію економіки країни, зокрема сільського господарства. Її контури попередньо вже були сформульовані у виступі Г.Маленкова на сесії ВР СРСР у серпні 1953 року. Доповідь на пленумі, яку виголосив Микита Хрущов, була пройнята різкістю оцінок і реалістичним аналізом стану справ у галузі аграрних відносин, зокрема відзначалося, що в країні потреби населення в харчових продуктах не задовольняються. Рішення пленуму передбачали зменшення сільськогосподарського податку у 2,5 раза, списання недоїмок по сільськогосподарського податку попередніх років, збільшення розмірів присадибних ділянок колгоспників, підвищення заготівельних цін на сільськогосподарську продукцію, розширення можливостей для розвитку колгоспного ринку. Близько 20 тис. партійних працівників середньої ланки було направлено на село для зміцнення керівництва відсталими господарствами.
Водночас пленум обійшов увагою зернову проблему. Невдовзі державі довелося освоювати цілинні та перелогові землі Казахстану й Середньої Азії, додатково вводити до сільськогосподарського обігу землі в Україні тощо. Очікуваного впливу на зміни в сільському господарстві рішення пленуму не мали.